# María Báez
María Victoria Báez Diloné (ur. 18 maja 1999) – hiszpańska zapaśniczka walcząca w stylu wolnym. Zajęła czternaste miejsce na mistrzostwach świata w 2023. 
Ósma na mistrzostwach Europy w 2020 i 2025. Trzynasta w indywidualnym Pucharze Świata w 2020, a także igrzyskach europejskich w 2019. Trzecia na ME juniorów w 2019 roku
Trzecia na igrzyskach śródziemnomorskich w 2022 w zapasach plażowych.
Zawodniczka King University z Bristol. Jej rodzice pochodzą z Dominikany. 